# Heterocerus flexuosus
Heterocerus flexuosus là một loài bọ cánh cứng trong họ Heteroceridae. Loài này được Stephens miêu tả khoa học đầu tiên năm 1828.